# Historia del fútbol, del juego al deporte
Historia del fútbol, del juego al deporte (título original en francés: La balle au pied : Histoire du football, tdl. ‘La pelota al pie: Historia del fútbol’) es una monografía ilustrada sobre la historia del fútbol. La obra es el 5.º volumen de la colección enciclopédica «Biblioteca de bolsillo CLAVES», escrita por el historiador del deporte Alfred Wahl, y publicada por la editorial barcelonesa Ediciones B en 1997. La edición original en francés fue publicada por la editorial parisina Éditions Gallimard en 1990, como el 83.º volumen de su colección «Découvertes Gallimard».

## Introducción

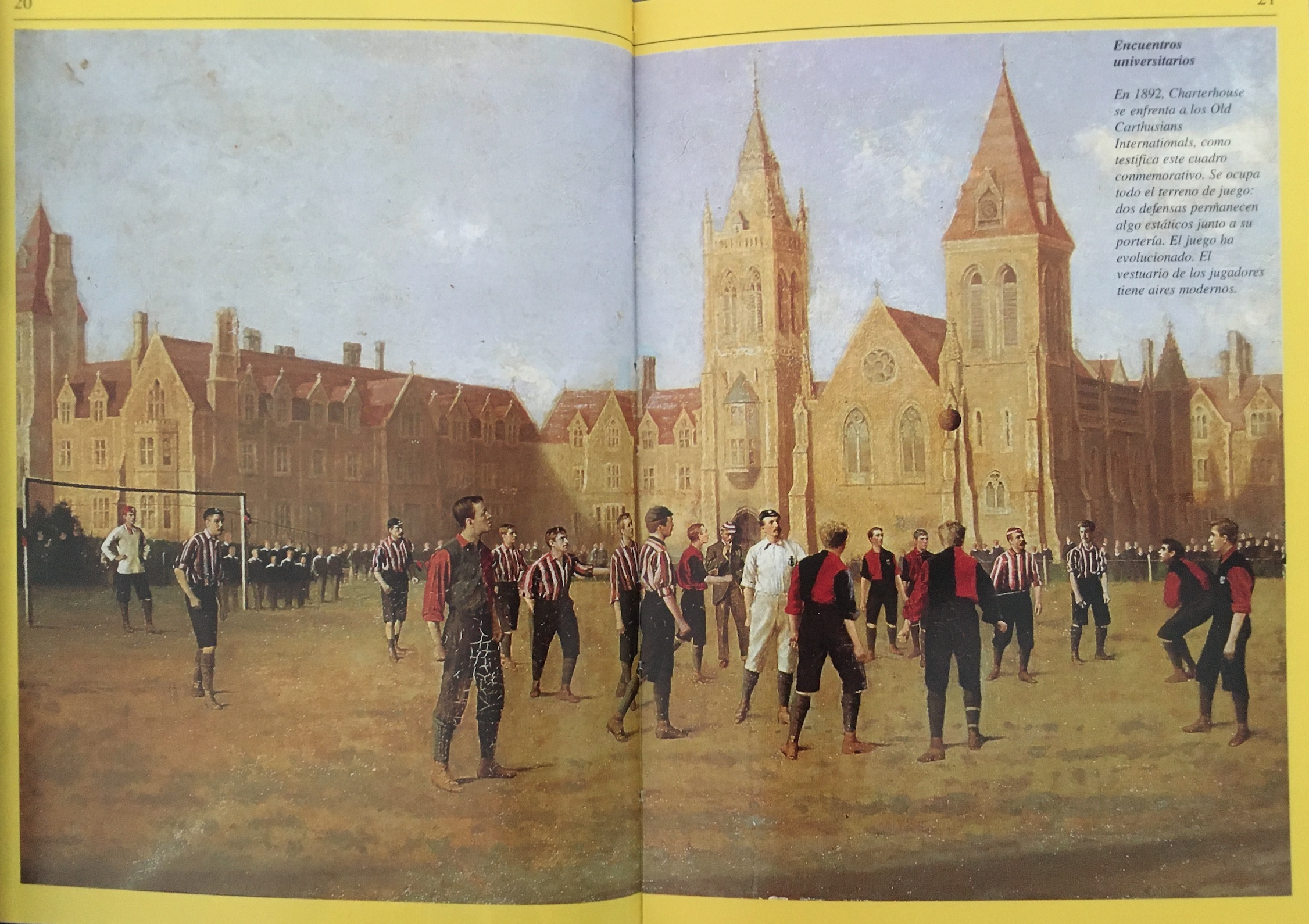
De las páginas 20–21: partido entre en y Old Carthusians Internationals en marzo de 1892, cuadro anónimo.

Esta obra en formato de bolsillo (125 × 178 mm) forma parte de la serie Culture et société (anteriormente perteneciente a la serie Sports et jeux) de la colección «Découvertes Gallimard». Según la tradición de «Découvertes», esta colección se basa en una abundante documentación iconográfica y una forma de dialogar entre la iconografía documental y el texto, enriquecida por la impresión sobre papel cuché. En otras palabras, «monografías auténticas, editadas como libros de arte». Es casi como una «novela gráfica», llena de láminas a color.
Aquí el autor arroja luz sobre las múltiples facetas del «rey de los deportes» en cinco capítulos, seguidos de un conjunto de «testimonios y documentos». Heredero de los juegos de pelota a los pies de la Edad Media o del Renacimiento, el fútbol moderno nació a mediados del siglo XIX en las public schools inglesas, bajo el nombre de association football. Servido por la sencillez de sus reglas, conquistó Europa y luego, en pocos años, el resto del planeta, y se convirtió en el deporte universal y popular por excelencia. Jugadores como Figo, Maradona, Pelé, Platini y Zidane son adorados en todo el mundo. La celebración de la Copa Mundial en Asia Oriental (Corea del Sur y Japón) completa la globalización. El fútbol, un espectáculo sujeto de hoy a la lógica comercial, es más que ningún otro deporte el reflejo de nuestras sociedades.
En esta obra, Wahl asocia el régimen uruguayo de la década de 1920 con el fascismo italiano, describe el campeonato mundial de 1930 como una instrumentalización política, afirma la existencia de incidentes graves tras la final y concluye con la tesis de una supremacía mundial de los seleccionados europeos hasta 1958.

## Contenido
El libro se abre con un «tráiler» (pp. 1–7), es decir, una serie de ilustraciones a página completa o doble página. El cuerpo de texto está dividido en cinco capítulos: I, «Inglaterra, cuna del fútbol moderno» (pp. 11–27); II, «A la conquista del mundo» (pp. 29–61); III, «Hacia el juego moderno» (pp. 63–77); IV, «Los factores extradeportivos» (pp. 79–93); V, «Las contradicciones del fútbol moderno» (pp. 95–111).
La segunda parte del libro, los «testimonios y documentos» (pp. 113–145), contiene una recopilación de extractos dividida en cuatro partes: 1, Los intelectuales elogian el fútbol (pp. 114–121); 2, El fútbol, tema de la literatura contemporánea (pp. 122–129); 3, Los estilos de juego, individuales y colectivos (pp. 130–139); 4, ¿Qué es el hooliganismo? (pp. 140–145). Ellos son seguidos por unos anexos: «cronología» (pp. 146–147), «palmarés internacional» (pp. 148–152), «glosario» (p. 153), «filmografía» (p. 153), «bibliografía» (p. 154), «índice de ilustraciones» (pp. 154–157) y «índice alfabético» (pp. 157–159).

### Galería
La «introducción» (o «tráiler»; «pré-générique» en francés, pp. 1–7): postales, aproximadamente 1900.

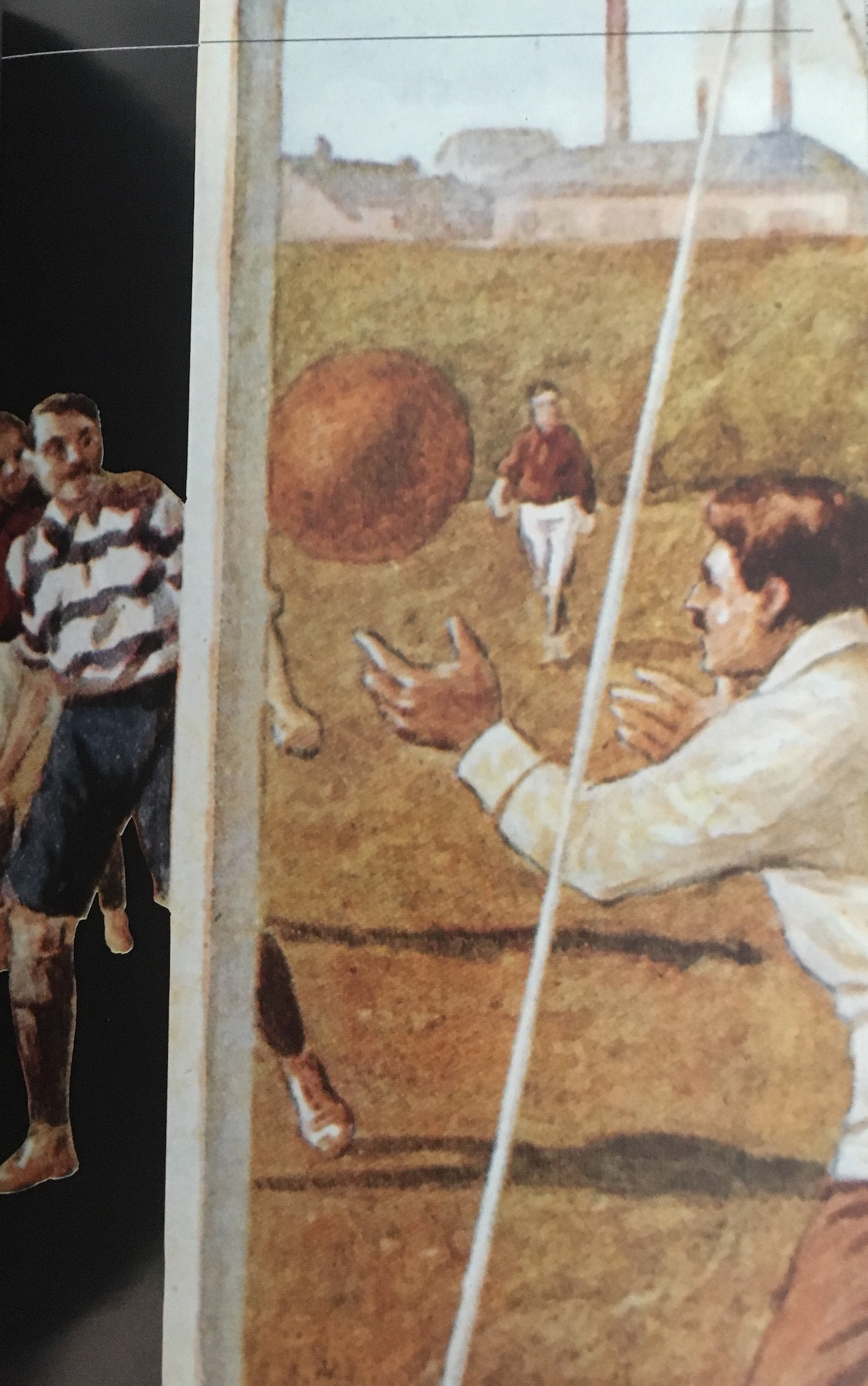
Página 1
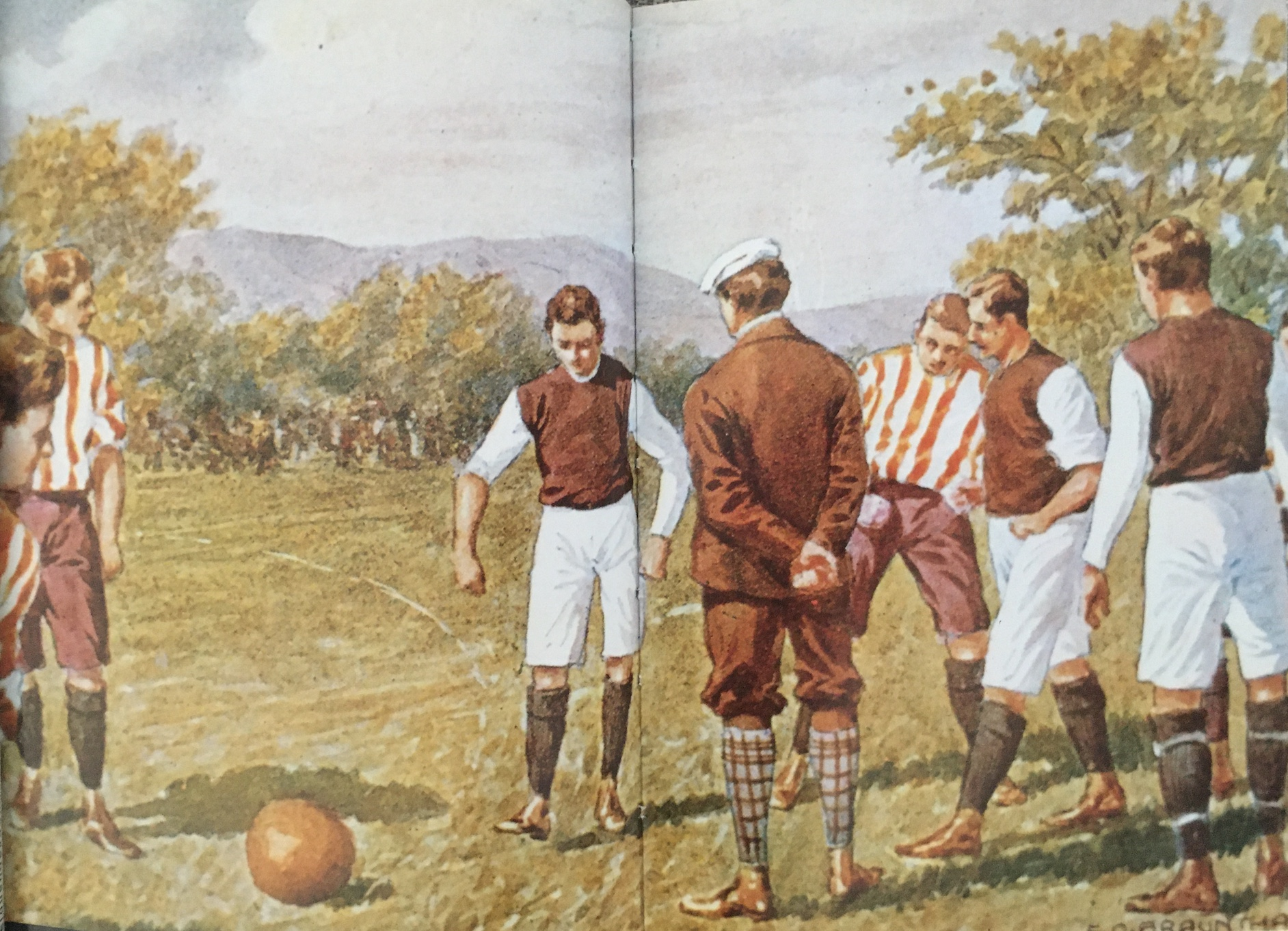
Páginas 2–3
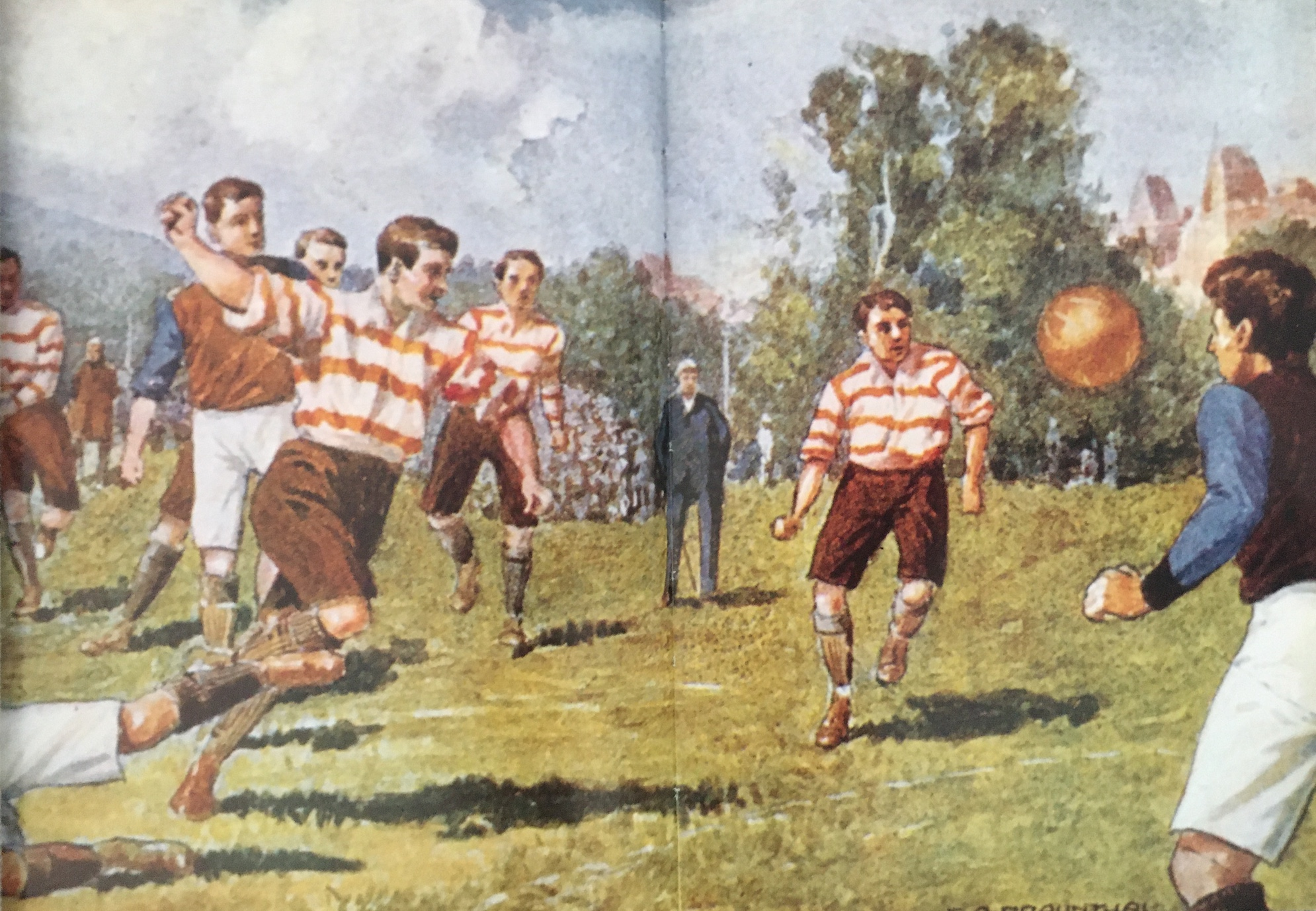
Páginas 4–5
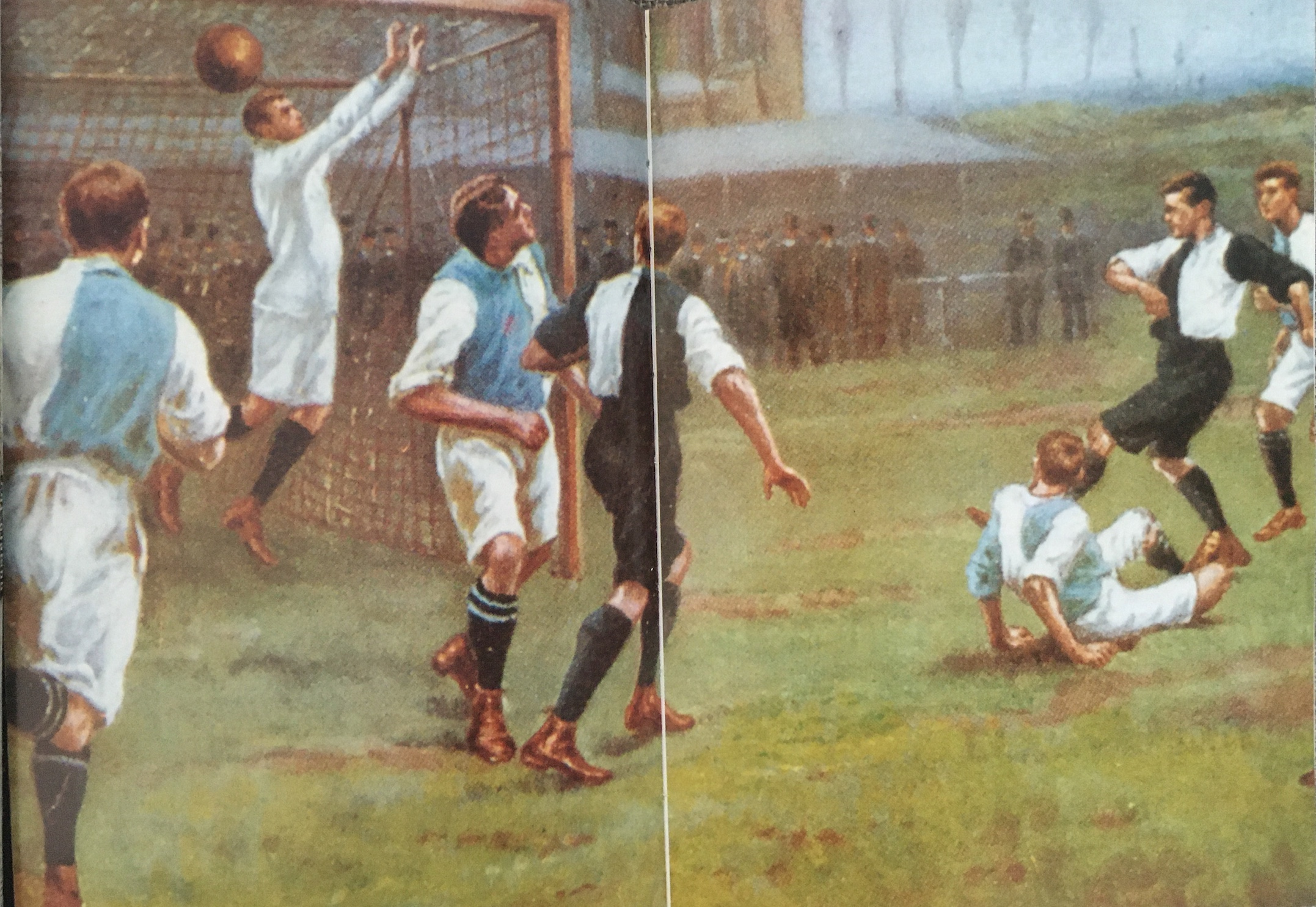
Páginas 6–7

## Recepción
El sitio web Babelio otorga al libro una calificación promedio de 2.75 sobre 5, basada en 4 calificaciones. En el sitio web Goodreads, el libro obtiene un promedio de 3.43/5 basado en 14 calificaciones; lo que indica «opiniones mixtas».
Bill y William J. Murray escriben en su libro Football: A History of the World Game: «[Esta obra nos presenta] una historia muy corta del fútbol en el mundo, pero magníficamente ilustrada».
El escritor argentino Pablo Nacach escribe en su libro ¡Fútbol! Mucho más que un juego: «Alfred Wahl ha escrito un libro muy instructivo titulado Historia del fútbol, del juego al deporte. En él nos cuenta, en clave sociológica, las diversas estrategias que surgían cuando el fútbol daba sus primeros pasos.»
En su reseña para la revista científica Questions de communication, Roland Huesca piensa que el libro es «claro, culto y magníficamente ilustrado, y ofrece una visión académica de la historia del fútbol».